# 荷電粒子
荷電粒子（かでんりゅうし、英: charged particle）とは、電荷を帯びた粒子のこと。通常は、イオン化した原子のことや、電荷を持った素粒子のことである。
核崩壊によって生じるアルファ線（ヘリウムの原子核）やベータ線（電子）は、荷電粒子から成る放射線である。質量の小さな粒子が電荷を帯びると、電場によって正と負の電荷が引き合ったり、反対に正と正、負と負が反発しあったりするクーロン力を受けたり、また磁場中でこういった粒子が運動することで進行方向とは直角方向に生じる力を受けたりする。これら2つの力をまとめてローレンツ力というが、磁場によって生じる力のほうが大きい場合には、電界による力を無視して磁場の力だけをローレンツ力ということがある。これはローレンツ力の定義式にある電界の項をゼロとおき（電界の影響が小さいゆえに無視する）、磁場の影響だけを計算した結果で、近似である。詳細はローレンツ力を参照。